# Olympische Winterspiele 1968/Nordische Kombination

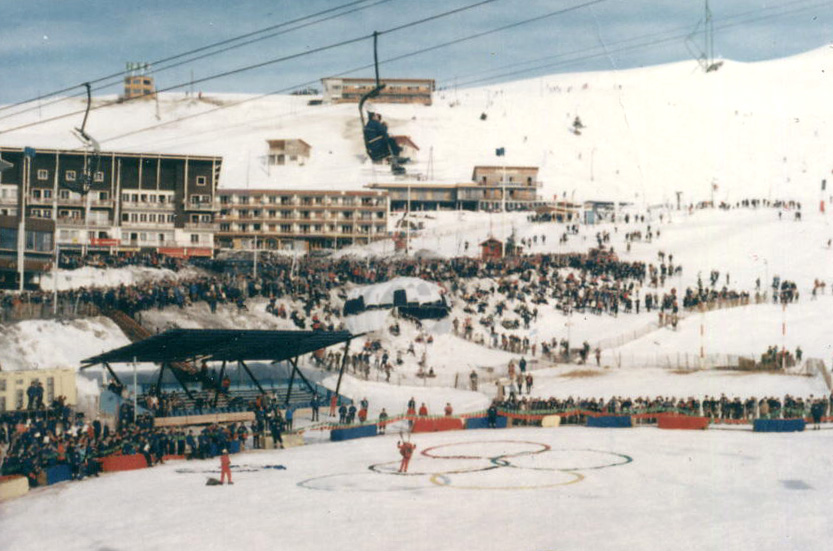
Blick auf die olympischen Anlagen von Grenoble

Bei den X. Olympischen Winterspielen 1968 in Grenoble fand ein Wettbewerb in der Nordischen Kombination statt. Austragungsort war Autrans mit der Sprungschanze Le Claret und dem provisorischen Skistadion südlich des Dorfes.
Zum ersten Mal gab es bei Olympischen Spielen mit der Bundesrepublim Deutschland und der DDR, die von 1956 bis 1964 in einem gemeinsamen Team bei den Spielen gestartet waren, zwei getrennte deutsche Mannschaften.

## Austragungsmodus
In den Anfangsjahrzehnten wurde die Nordische Kombination in nur einer Variante ausgetragen. Hier in Grenoble wurde wie bei den vier vorangegangenen Spielen zunächst das Skispringen und als zweite Disziplin der Langlauf ausgetragen. Der Sprunglauf bestand aus drei Versuchen, von denen die besten zwei Sprünge in die Wertung kamen. Die Punkte wurden ermittelt, indem man die fünf besten Weiten eines Durchgangs addierte und durch fünf teilte. Entsprechend ihrer Weite erhielten die Wettkämpfer eine Wertung unter oder über diesem Mittelwert. Ein Rückstand von zwölf Punkten bedeutete, dass im Langlauf exakt eine Minute aufgeholt werden musste.
Der Langlauf wurde seit 1956 separat und nicht zusammen mit den Spezialisten, ausgetragen. Die Distanz betrug 15 Kilometer.

## Ausgangssituation
Keiner der sechs Erstplatzierten von den Spielen 1964 in Innsbruck war hier in Grenoble dabei. Der Goldmedaillengewinner von 1964 Tormod Knutsen hatte sich nach seinem Olympiasieg aus dem Leistungssport zurückgezogen. Der Olympiadritte und Sieger bei den Spielen 1960 Georg Thoma hatte seine beeindruckende Karriere mit dem Gewinn des WM-Tittels bei den Weltmeisterschaften 1966 beendet.
Als Favoriten gehandelt wurden vor allem der 23-jährige deutsche Vizeweltmeister von 1966 Franz Keller und der WM-Dritte von 1966 Alois Kälin aus der Schweiz. Die beiden Rivalen hatten unterschiedliche Qualitäten. Keller war ein durchschnittlicher Langläufer, aber ein ausgezeichneter Skispringer, während Kälin im Springen oft Probleme hatte, jedoch ein hervorragender Läufer war, der 1964 bei den Spielen von Innsbruck über 50 km bei den Spezialisten Platz zwanzig belegt hatte und in der Nordischen Kombination Zwölfter geworden war. Darüber hinaus gehörte er zum Stamm der Schweizer 4 × 10-km-Staffel. Kälin war einer der wenigen Athleten, die sowohl im Langlauf als auch in der Nordischen Kombination auf internationaler Ebene erfolgreich an den Start gingen.
Ralph Pöhland aus der DDR hatte bei den Weltmeisterschaften 1966 den vierten Platz belegt und galt eigentlich als einer der großen Favoriten. Nachdem er Mitte Januar 1968 einen vorolympischen Wettkampf im schweizerischen Le Brassus gewonnen hatte, flüchtete er mit Hilfe von Georg Thoma in die Bundesrepublik Deutschland. Nach starkem politischem Druck aus der DDR und der Sowjetunion wurde dem Geflüchteten durch einen Beschluss des FIS-Rates ein Start für die Bundesrepublik Deutschland bei den Spielen in Grenoble verwehrt. Wenige Tage später gewann er mit Olympiasieger Keller auf dem zweiten Platz die nationalen Meisterschaften. Bei den Spielen 1972 vertrat er die Bundesrepublik Deutschland und kam dort auf den zehnten Platz.

## Bilanz

### Medaillenspiegel
| Platz  | Land           | Gold | Silber | Bronze | Gesamt |
| ------ | -------------- | ---- | ------ | ------ | ------ |
| 1      | BR Deutschland | 1    | –      | –      | 1      |
| 2      | Schweiz        | –    | 1      | –      | 1      |
| 3      | DDR            | –    | –      | 1      | 1      |
| Gesamt | Gesamt         | 1    | 1      | 1      | 3      |

### Medaillengewinner
| Disziplin | Gold               | Silber            | Bronze             |
| --------- | ------------------ | ----------------- | ------------------ |
| Einzel    | Franz Keller (FRG) | Alois Kälin (SUI) | Andreas Kunz (GDR) |

## Ergebnisse
| Rang | Land | Athlet                | Skispringen | Skilanglauf | Skilanglauf | Gesamt |
| Rang | Land | Athlet                | Pkte. (Pl.) | Zeit [min]  | Pkte. (Pl.) | Punkte |
| ---- | ---- | --------------------- | ----------- | ----------- | ----------- | ------ |
| 01   | FRG  | Franz Keller          | 240,1 0(1)  | 50:45,2     | 208,94 (13) | 449,04 |
| 02   | SUI  | Alois Kälin           | 193,2 (24)  | 47:21,5     | 254,79 0(1) | 447,99 |
| 03   | GDR  | Andreas Kunz          | 216,9 (10)  | 49:19,8     | 227,20 0(3) | 444,10 |
| 04   | TCH  | Tomáš Kučera          | 217,4 0(9)  | 50:07,7     | 216,74 0(6) | 434,14 |
| 05   | ITA  | Ezio Damolin          | 206,0 (13)  | 49:36,2     | 223,54 0(4) | 429,54 |
| 06   | POL  | Józef Gąsienica       | 217,7 0(8)  | 50:34,5     | 211,08 (11) | 428,78 |
| 07   | URS  | Robert Makara         | 222,8 (=5)  | 51:09,3     | 204,12 (17) | 426,92 |
| 08   | URS  | Wjatscheslaw Drjagin  | 222,8 (=5)  | 51:22,0     | 201,58 (19) | 424,38 |
| 09   | GDR  | Roland Weißpflog      | 186,3 (29)  | 48:33,5     | 238,00 0(2) | 424,30 |
| 10   | JPN  | Hiroshi Itagaki       | 237,4 0(2)  | 53:26,2     | 177,25 (29) | 414,65 |
| 11   | GDR  | Karl-Heinz Luck       | 198,8 (20)  | 50:14,7     | 215,22 0(8) | 414,02 |
|      |      |                       |             |             |             |        |
| 14   | FRG  | Gunter Naumann        | 190,0 (28)  | 49:48,5     | 220,89 0(5) | 410,89 |
| 25   | FRG  | Alfred Winkler        | 192,8 (25)  | 52:26,0     | 188,79 (24) | 381,59 |
| 29   | FRG  | Hans Rudhart          | 195,4 (22)  | 53:15,3     | 179,34 (28) | 374,74 |
| 32   | AUT  | Ulli Öhlböck          | 168,8 (36)  | 52:23,9     | 189,20 (23) | 358,00 |
| 34   | AUT  | Waldemar Heigenhauser | 197,2 (21)  | 55:00,4     | 159,49 (38) | 356,69 |
| 35   | AUT  | Helmut Voggenberger   | 181,9 (32)  | 54:57,2     | 160,07 (37) | 341,97 |

Skispringen: 10. Februar, 13:00 Uhr

Schanze: Le Claret (Autrans); K-Punkt: 70 m
Langlauf 15 km: 12. Februar, 09:00 Uhr

Höhenunterschied: 275 m; Maximalanstieg: 70 m; Totalanstieg: 470 m
41 Teilnehmer aus 13 Ländern, alle in der Wertung

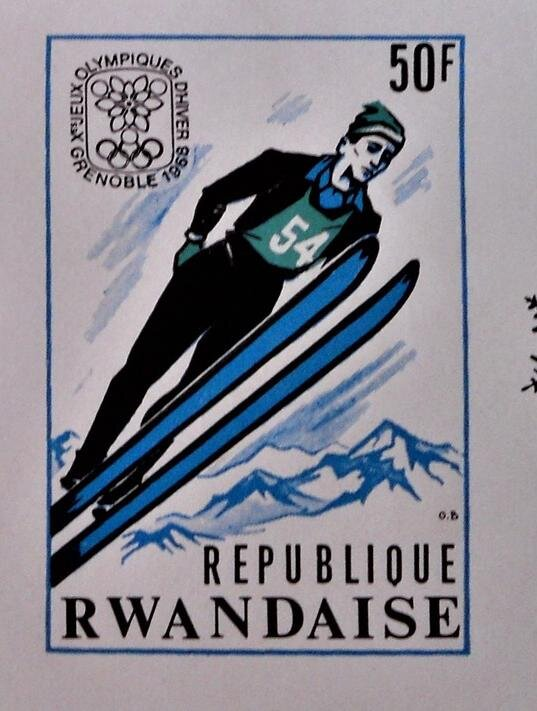
Albanische Briefmarke zum Skispringen bei den Winterspielen 1968
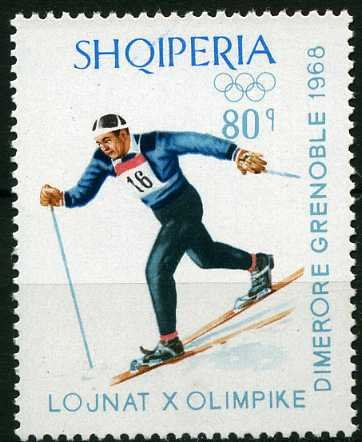
Albanische Briefmarke zum Langlauf bei den Spielen von Grenoble

Nach dem Springen führte Franz Keller die Wertung an. Im ersten Teil der Nordischen Kombination zeigte der Deutsche eine hervorragende Form und gewann mit dem weitesten Sprung des Tages von 77,5 Metern aus dem zweiten Durchgang. Sein Vorsprung hätte deutlicher ausfallen können, wenn er nicht bei seinem dritten Sprung auf 77 Meter gestürzt wäre. Der kaum bekannte Japaner Hiroshi Itagaki wurde Zweiter, der Pole Erwin Fiedor, Vierzehnter bei den Spielen 1964, kam auf den dritten Platz. Fiedor war als eher mittelmäßiger Langläufer bekannt, Itagakis Langlauffähigkeiten waren kaum einzuordnen. Kälin belegte unter den 41 Teilnehmern den 24. Rang und musste auf den führenden Keller dreieinhalb Minuten aufholen, was auch für ihn schwierig werden würde.
| Resultat vom Springen:        |                      |  |                                 |                      |
| 1. Franz Keller (FRG)         | 240,1P (73,0/77,5 m) |  | 08. Józef Gąsienica (POL)       | 217,7P (72,5/71,5 m) |
| 2. Hiroshi Itagaki (JPN)      | 237,4P (73,5/76,0 m) |  | 09. Tomáš Kučera (ČSSR)         | 217,4P (72,0/73,0)   |
| 3. Erwin Fiedor (POL)         | 234,3P (74,0/74,0 m) |  | 10. Andreas Kunz (DDR)          | 216,9P (72,5/74 m)   |
| 4. Akemi Taniguchi (JPN)      | 224,4P (73,0/72,5 m) |  | 21. Waldemar Heigenhauser (AUT) | 197,2P               |
| 5. Wjatscheslaw Drjagin (URS) | 222,8P (71,5/74,5 m) |  | 32. Helmut Voggenberger (AUT)   | 181,9P               |
| 5. Robert Makara (URS)        | 222,8P (72,5/74 m)   |  | 35. Ulrich Öhlböck (AUT)        | 168,8P               |
| 7. Gjert Andersen (NOR)       | 221,2P (72,5/72,5 m) |  |                                 |                      |

Im Langlauf hatte Kälin den Vorteil, dass er mit der Startnummer 40 hinter Keller (Nr. 33) startete. Der Zeitunterschied zwischen den beiden betrug mit 3:30 min fast genau die Zeit, die Kälin aufzuholen hatte, um noch an seinem Konkurrenten vorbeizuziehen. Es wurde ein äußerst dramatisches Duell. Nach fünf Kilometern hatte Kälin 1:03 Minuten Vorsprung auf seinen Verfolger, bei Kilometer zehn waren es 2:40 Minuten. Keller lag nur noch fünfzig Sekunden vor Kälin auf der Strecke. Der Schweizer kämpfte weiter, aber vergeblich und überquerte die Ziellinie mit genau 6,3 Sekunden Rückstand auf Keller. Es war wesentlich knapper geworden als erwartet, doch Franz Keller konnte die Goldmedaille retten, für Alois Kälin gab es Silber. Keller errang hier die erste Goldmedaille bei Olympischen Winterspielen für die Bundesrepublik Deutschland, nachdem das Land von 1956 bis 1964 in einem gemeinsamen Team mit der DDR an Olympischen Spielen teilgenommen hatte.
Andreas Kunz verbesserte sich nach dem Springen von Platz zehn mit der drittschnellsten Laufzeit auf den Bronzeplatz. Vierter wurde der junge Tschechoslowake Tomáš Kučera. Mit dem Italiener Ezio Damolin auf Platz vier und dem Polen Józef Gąsienica auf Rang sechs zeigte sich wie schon bei den Spielen 1964, dass die Nordische Kombination keine rein nordische Angelegenheit mehr war, die Norweger und Finnen hatten im Gegenteil den Anschluss verloren. Mikkel Dobloug belegte als bester Norweger Platz 21, der beste Finne wurde Dreißigster.